# СХТЗ-НАТІ
СХТЗ-НАТІ — гусеничний трактор, що вироблявся Харківським тракторним заводом. Виробництво проводилось з 1937 по 1952 рік.

## Історія створення
У середині 1930-х років виникла необхідність створити масовий гусеничний сільськогосподарський трактор. Враховуючи також потреби армії та інших галузей народного господарства в транспортних гусеничних тракторах-тягачах, на Сталінградському тракторному заводі спільно з НАТІ були розроблені уніфіковані сільськогосподарська і транспортна модифікації гусеничного трактора.

У 1937 році Сталінградський і Харківський тракторні заводи припинили випуск колісних тракторів СХТЗ 15/30 і перейшли на випуск гусеничних тракторів СХТЗ-НАТІ. Це були перші трактори масового виробництва з конструкцією вітчизняної розробки.
У 1937 році на Міжнародній виставці в Парижі він отримав найвищу нагороду «Гран-Прі». Коли в 1941 році заснували Державні премії СРСР, СТЗ-НАТІ був першим радянським трактором, відзначеним цією премією  .
В роки Другої світової війни з Харкова і фронтового Сталінграда обладнання заводів і частину робітників евакуювали до Алтайського заводу (м. Рубцовськ).
Перші трактори СХТЗ-НАТІ вийшли з цехів Алтайського заводу в серпні 1942 року.
На Алтайському тракторному заводі виробництво тракторів отримали позначення АТЗ-НАТІ тривало до 1952 року.
На Сталінградському і Харківському заводі виробництво було згорнуто раніше, у 1949 році вони поступилися на складальному конвеєрі місце тракторів ДТ-54.
10-ти тисячний трактор СХТЗ-НАТІ вийшов і воріт Сталінградського тракторного заводу в 1947 році.
Протягом  десятиліття СХТЗ-НАТІ залишався найпоширенішим гусеничним трактором, тільки в 1949 році його змінив ДТ-54, який за компонуванням, схемою силової передачі, ходовою системою і остовом зберіг спадкоємність з СХТЗ-НАТІ, і відрізнявся від нього дизелем, мав вже кабіну закритого типу і розташування паливного бака ззаду.

## Конструкція
СХТЗ-НАТІ мав рамну конструкцію з клепаною рамою, яка складається з двох лонжеронів і чотирьох поперечок. 
Еластична підвіска на чотирьох балансувальних каретках з витими пружинами. 
Кабіна — напівзакрита. Двигун і силова передача кріпляться на рамі в трьох точках. 

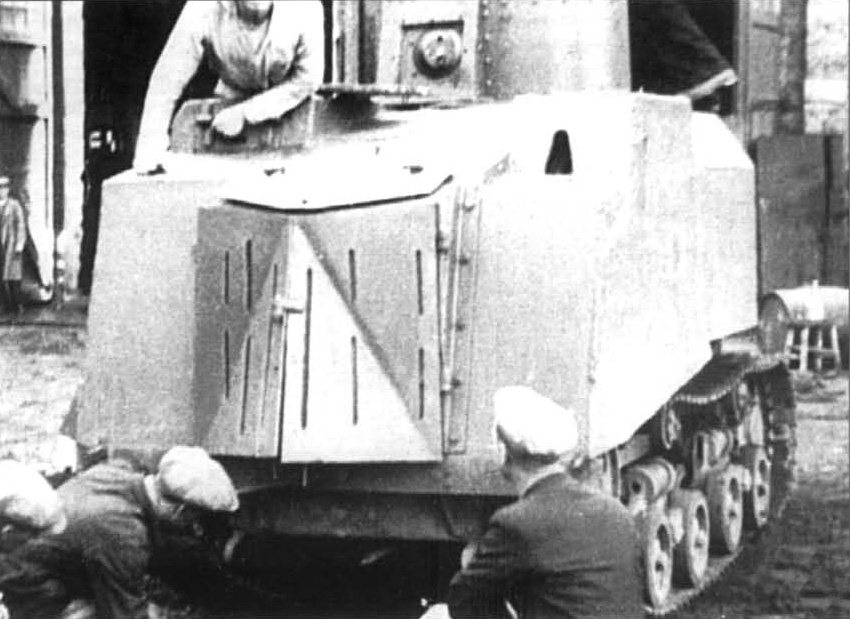
«Танк» НИ — «На испуг!». Експромтний танк, виготовлений в Одесі на базі шасі СХТЗ-НАТІ. Зразок такого «танка» є в експозиції Музею ВВв у Києві

Восени 1938 року Харківський тракторний розпочав виготовляти газогенераторні трактори, які працювали на місцевому пальному. Для цих машин лабораторія підприємства випробувала мотори, які працювали на дровах. Одночасно розробляється дизельний мотор Д-8 для гусеничного трактора, який розвивав максимальну потужність 55 — 57,5 кінської сили з мінімальною витратою пального. Мотор Д-8 працював на соляровій олії або газойлі. Це пальне коштувало значно менше за гас  .
Силовий агрегат — гасовий карбюраторний чотирициліндровий двигун з водяним охолодженням. 
Коробка передач — зубчаста триходова, гусениця — з ланок, що  відлиті з високомарганцевої сталі.

## Використання

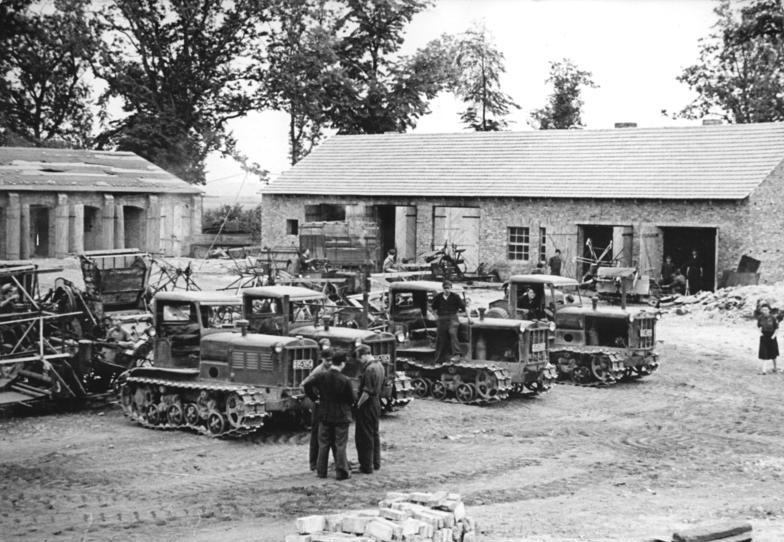
Bundesarchiv Bild 183-R0210-350, Sachsendorf, Maschinenpark der MAS

Як і будь-який гусінний трактор в СРСР, СХТЗ-НАТІ  мав подвійне призначення щодо застосування. В мирний час він використовувався як сільськогосподарський трактор, будівельна машина, на воєнний час це був надійний артилерійський тягач і шасі для експромтних САУ, які фронтові умільці робили прямо в полі.
У початковий період радянсько-німецького епізоду Другої світової війни на шасі СТЗ-5 встановлювався гвардійський реактивний міномет БМ-13-16 «Катюша». Показаний в радянському фільмі "Поїзд іде на схід" 1948 року.

## Машини на базі СХТЗ-НАТІ

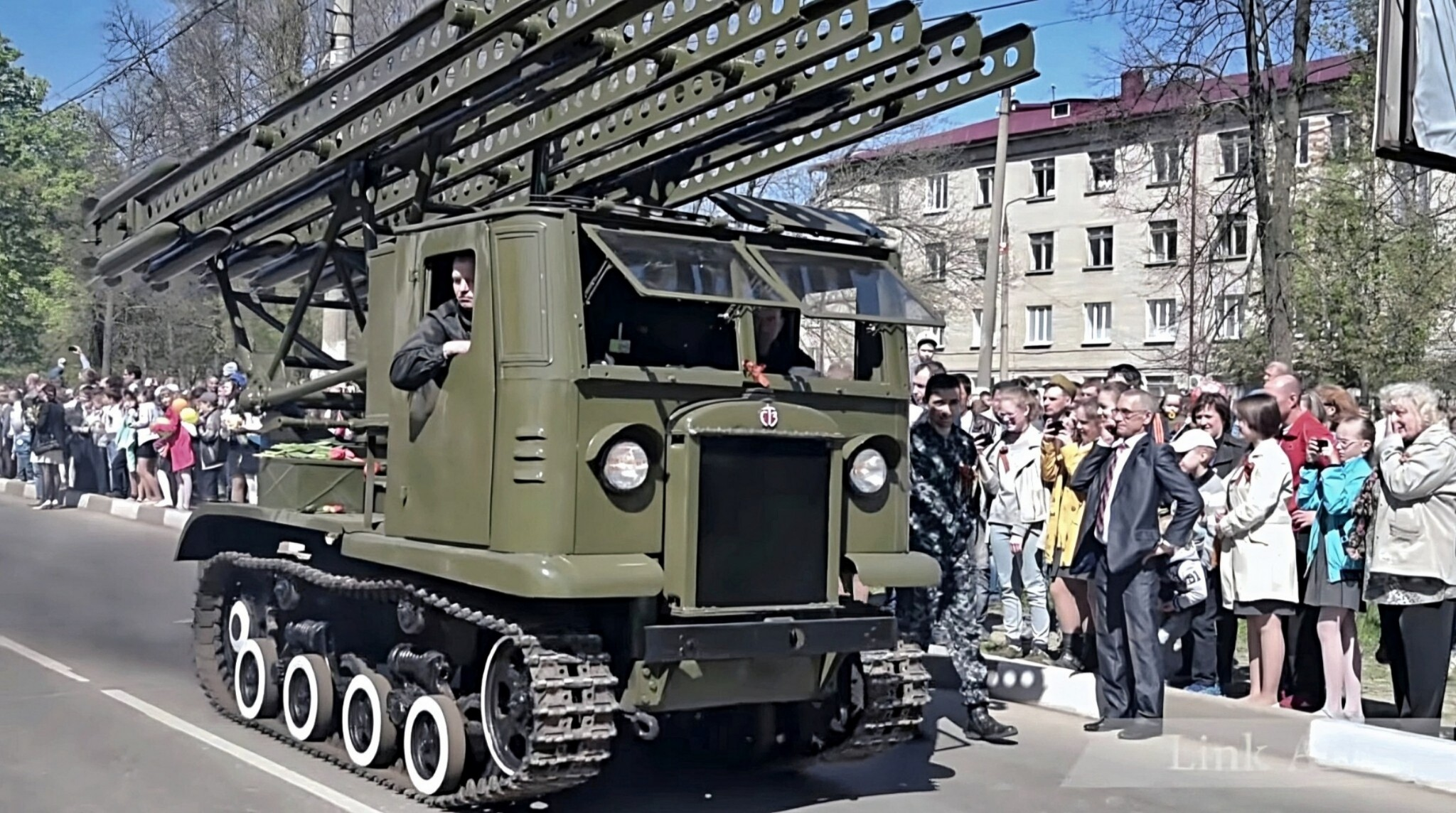
Катюша БМ-13 на базі СТЗ-5 (тягач на шасі СХТЗ-НАТІ)

- СТЗ-5-НАТІ (СТЗ-НАТІ 2ТВ, СТЗ-5 «Сталінець») — гусеничний тягач; випускався в СРСР, на Сталінградському тракторному заводі у 1937-1942 на базі трактора СХТЗ-НАТІ. Всього вироблено 9944 трактора СТЗ-5-НАТІ, в тому числі до початку Другої світової війни 3438 од.
- В початковий період радянсько-німецького епізоду Другої світової війни на шасі СТЗ-5 встановлювався гвардійський реактивний міномет БМ-13-16 «Катюша»  [3] [4].